# Web Developer
Web Developer is een extensie voor Mozilla- en Chromium-gebaseerde browsers. Web Developer is, zoals de naam al zegt, geschreven voor webontwikkelaars. Met Web Developer-extensie kan men makkelijk wijzigingen doorvoeren aan de manier waarop een webpagina behandeld wordt, zo zijn wijzigingen in de CSS-code meteen zichtbaar en worden verborgen velden en wachtwoordvelden uit formulieren zichtbaar gemaakt. Web Developer is te gebruiken via de werkbalk en via het rechtermuisknopmenu. De extensie is beschikbaar in 25 talen waaronder het Nederlands.
De laatste versie voor Firefox is 2.0.5 (12 januari 2020), voor Chrome is dit versie 0.5.4 (12 januari 2020), voor Opera 0.2.2 (15 februari 2017).